# Giro d'Italia 2003
Giro d'Italia 2003 var den 86. udgave af Giro d'Italia og blev arrangeret fra 10. maj til 1. juni 2003. Italieneren Gilberto Simoni vandt samlet med over 7 minutter foran sin landsmand Stefano Garzelli. Alessandro Petacchi vandt syv etapesejre.

## Etaperne
| Etape | Dato    | Start          | Mål              | km      | Etapevinder            | Maglia rosa         |
| ----- | ------- | -------------- | ---------------- | ------- | ---------------------- | ------------------- |
| 1     | 10. maj | Lecce          | Lecce            | 201 km  | Alessandro Petacchi    | Alessandro Petacchi |
| 2     | 11. maj | Copernico      | Matera           | 177 km  | Fabio Baldato          | Alessandro Petacchi |
| 3     | 12. maj | Policoro       | Terme Liugiane   | 145 km  | Stefano Garzelli       | Alessandro Petacchi |
| 4     | 13. maj | Terme Liugiane | Vibo Valentia    | 170 km  | Robbie McEwen          | Alessandro Petacchi |
| 5     | 14. maj | Messine        | Catane           | 176 km  | Alessandro Petacchi    | Alessandro Petacchi |
| 6     | 16. maj | Maddaloni      | Avezzano         | 218 km  | Alessandro Petacchi    | Alessandro Petacchi |
| 7     | 17. maj | Avezzano       | Terminillo       | 146 km  | Stefano Garzelli       | Stefano Garzelli    |
| 8     | 18. maj | Rieti          | Arezzo           | 214 km  | Mario Cipollini        | Stefano Garzelli    |
| 9     | 19. maj | Arezzo         | Montecatini      | 160 km  | Mario Cipollini        | Stefano Garzelli    |
| 10    | 20. maj | Montecatini    | Faenza           | 211 km  | Kurt Asle Arvesen      | Gilberto Simoni     |
| 11    | 21. maj | Faenza         | San Dona         | 222 km  | Robbie McEwen          | Gilberto Simoni     |
| 12    | 22. maj | San Dona       | Monte Zoncolan   | 185 km  | Gilberto Simoni        | Gilberto Simoni     |
| 13    | 23. maj | Pordenone      | Marostica        | 155 km  | Alessandro Petacchi    | Gilberto Simoni     |
| 14    | 24. maj | Marostica      | Alpe Pampeago    | 218 km  | Gilberto Simoni        | Gilberto Simoni     |
| 15    | 25. maj | Meran          | Bolzano          | 42.5 km | Aitor Gonzalez Jimenez | Gilberto Simoni     |
| 16    | 26. maj | Arco Trento    | Pavia            | 207 km  | Alessandro Petacchi    | Gilberto Simoni     |
| 17    | 28. maj | Salice Terme   | Asti             | 117 km  | Alessandro Petacchi    | Gilberto Simoni     |
| 18    | 29. maj | Santuorio Vico | Chianale         | 175 km  | Dario Frigo            | Gilberto Simoni     |
| 19    | 30. maj | Canelli        | Cascata del Toce | 239 km  | Gilberto Simoni        | Gilberto Simoni     |
| 20    | 31. maj | Canobio        | Cantu            | 133 km  | Giovanni Lombardi      | Gilberto Simoni     |
| 21    | 1. juni | Isdroscalo     | Milano           | 33 km   | Sergej Gontjar         | Gilberto Simoni     |

## Endelig resultatliste

### Samlet –maglia rosa
| Plac. | Rytter            | Land    | Hold                    | Tid      |
| ----- | ----------------- | ------- | ----------------------- | -------- |
| 1     | Gilberto Simoni   | Italien | Saeco                   | 89:32.09 |
| 2     | Stefano Garzelli  | Italien | Vini Caldirola          | + 7.06   |
| 3     | Jaroslav Popovytj | Ukraine | Landbouwkrediet-Colnago | + 7.11   |
| 4     | Andrea Noè        | Italien | Alessio                 | + 9.24   |
| 5     | Georg Totschnig   | Østrig  | Team Gerolsteiner       | + 9.42   |
| 6     | Raimondas Rumšas  | Litauen | Lampre                  | + 9.50   |
| 7     | Dario Frigo       | Italien | Fassa Bortolo           | + 10.50  |
| 8     | Sergej Gontjar    | Ukraine | De Nardi                | + 14.14  |
| 9     | Franco Pellizotti | Italien | Alessio                 | + 14.26  |
| 10    | Eddy Mazzoleni    | Italien | Vini Caldirola          | + 19.21  |

### Bjergtrøjen –maglia verde
| Plac. | Rytter              | Land     | Hold                  | Point |
| ----- | ------------------- | -------- | --------------------- | ----- |
| 1     | Fredy González      | Colombia | Colombia-Selle Italia | 100   |
| 2     | Gilberto Simoni     | Italien  | Saeco                 | 78    |
| 3     | Constantino Zaballa | Spanien  | Kelme-Costa Blanca    | 65    |

### Pointtrøjen –maglia ciclamino
| Plac. | Rytter           | Land     | Hold           | Point |
| ----- | ---------------- | -------- | -------------- | ----- |
| 1     | Gilberto Simoni  | Italien  | Saeco          | 154   |
| 2     | Stefano Garzelli | Italien  | Vini Caldirola | 154   |
| 3     | Jan Svorada      | Tjekkiet | Lampre         | 137   |